# Cordae
Cordae (* 26. August 1997 in Raleigh, North Carolina, als Cordae Amari Dunston), auch YBN Cordae oder Entendre, ist ein US-amerikanischer Rapper. 2018 wurde er bekannt als Teil des Kollektivs YBN. Seinen Solodurchbruch hatte er im Jahr darauf mit dem Soloalbum The Lost Boy.

## Biografie
Cordae Dunston stammt aus North Carolina, wuchs aber in Suitland im Bundesstaat Maryland auf. Unter dem Rappernamen Entendre begann er Mitte der 2010er Jahre mit Veröffentlichungen und stellte unter anderem drei Mixtapes online. Der richtige Einstieg ins Rapbusiness kam aber erst, als er nach ein paar Jahren nach Los Angeles ging. Den Namen Entendre legte er ab und nannte sich Cordae. Er freundete sich mit Nahmir und Almighty Jay an und gründete das Kollektiv YBN (steht für „Young Boss Niggas“). Gemeinsam und jeweils mit YBN als Namenszusatz veröffentlichten sie 2018 YBN: The Mixtape. Es wurde sofort zu einem Erfolg, erreichte Platz 21 der US-Albumcharts und wurde mit Gold ausgezeichnet.
Die neu gewonnene Popularität verhalf ihm zu prominenter Unterstützung für sein Solodebüt, das bereits ein Jahr später unter dem Titel The Lost Boy erschien. Darin enthalten waren unter anderem die Songs Bad Idea mit Chance the Rapper und RNP mit Anderson Paak, die als Single erschienen. Für RNP bekam er noch einmal Gold. Ty Dolla Sign, Pusha T und Meek Mill waren ebenfalls auf dem Album zu hören. Mit Platz 13 in den offiziellen Charts und Platz 6 in den Rapcharts war es zwar nicht ganz vorne dabei, es war aber auch in Europa und Australien erfolgreich. Auch bei der Kritik kam das Album gut an und führte zu zwei Nominierungen für einen Grammy Award für das beste Rapalbum und den besten Rapsong (Bad Idea).
Im August 2020 verließ Cordae das YBN Kollektiv und veröffentlichte die Single Gifted mit Roddy Ricch als ersten Song für ein zweites Soloalbum.
Im Juli 2023 wurden er und seine damalige Lebenspartnerin, die Tennisspielerin Naomi Ōsaka, mit der er bis Anfang 2025 liiert war, Eltern einer Tochter.

## Diskografie
Alben
- The Lost Boy (2019)
- From a Birds Eye View (2022)

Mixtapes
- Anxiety (als Entendre, 2014)
- I’m so Anxious (als Entendre, 2016)
- I’m so Anonymous (als Entendre, 2017)
- YBN: The Mixtape (mit YBN Nahmir und YBN Almighty Jay, 2018)

Lieder
- My Name Is (2018)
- Old Niggas (2018)
- Fighting Temptations (2018)
- Kung Fu (mit YBN Nahmir und YBN Almighty Jay, 2018, US: Gold)
- What’s Life (2018)
- Have Mercy (2019, US: Gold)
- Bad Idea (featuring Chance the Rapper, 2019)
- RNP (featuring Anderson Paak, 2019, US: Gold)
- Broke as Fuck (2019, US: Gold)
- Gifted (featuring Roddy Ricch, 2020)
- Super (2021)

Gastbeiträge
- Racks von H.E.R. featuring Cordae (2019)
- Mama/Show Love von Logic featuring Cordae (2019)
- Careful von NF featuring Cordae (2023)
- Doomsday von Lyrical Lemonade featuring Juice Wrld (UK) & Cordae (2023)

## Auszeichnungen für Musikverkäufe
| Goldene Schallplatte - Australien - 2024: für die Single Killer (Remix) - Kanada - 2019: für das Album YBN: The Mixtape - 2019: für die Single Kung Fu - 2019: für die Single RNP - 2023: für die Single Super - Neuseeland - 2021: für das Album The Lost Boy | 2× Platin-Schallplatte - Neuseeland - 2023: für die Single RNP |

Anmerkung: Auszeichnungen in Ländern aus den Charttabellen bzw. Chartboxen sind in ebendiesen zu finden.
| Land/RegionAuszeichnungen für Musikverkäufe (Land/Region, Auszeichnungen, Verkäufe, Quellen) | Gold       | Platin     | Verkäufe  | Quellen              |
| -------------------------------------------------------------------------------------------- | ---------- | ---------- | --------- | -------------------- |
| Australien (ARIA)                                                                            | Gold1      | —          | 35.000    | aria.com.au          |
| Kanada (MC)                                                                                  | 4× Gold4   | —          | 160.000   | musiccanada.com      |
| Neuseeland (RMNZ)                                                                            | Gold1      | 2× Platin2 | 67.500    | radioscope.co.nz NZ2 |
| Vereinigte Staaten (RIAA)                                                                    | 6× Gold6   | Platin1    | 4.000.000 | riaa.com             |
| Insgesamt                                                                                    | 12× Gold12 | 3× Platin3 |           |                      |